# Collegio elettorale di Pisticci (Camera dei deputati)
Il collegio di Pisticci fu un collegio elettorale uninominale della Repubblica Italiana per l'elezione della Camera dei deputati. Apparteneva alla circoscrizione Basilicata e fu utilizzato per eleggere un deputato nella XII, XIII e XIV legislatura.
Venne istituito nel 1993 con la cosiddetta Legge Mattarella (Legge n. 277, Nuove norme per l'elezione della Camera dei deputati), attuata in seguito al referendum abrogativo del 1993. La legge istituì per la Camera dei deputati e per il Senato della Repubblica un sistema di elezione misto, in parte maggioritario e in parte proporzionale. Il 75% dei parlamentari dell'assemblea veniva eletto in collegi uninominali tramite sistema maggioritario a turno unico; il restante 25% alla Camera veniva eletto tramite sistema proporzionale con liste bloccate.
Il collegio venne abolito insieme a tutti gli altri che costituivano la Camera con la promulgazione della legge elettorale successiva, la cosiddetta Legge Calderoli. Questa prevedeva un sistema proporzionale con premio di maggioranza, che alla Camera veniva attribuito a livello nazionale.

## Territorio
Il collegio di Pisticci era uno dei 5 collegi uninominali in cui era suddivisa la Basilicata e, come previsto dal D.Lgs. del 20 dicembre 1993 n. 536, era compreso nelle province di Matera e di Potenza e comprendeva i seguenti comuni: Aliano, Bernalda, Calvera, Carbone, Castronuovo di Sant'Andrea, Cersosimo, Chiaromonte, Cirigliano, Colobraro, Craco, Fardella, Francavilla in Sinni, Gorgoglione, Montalbano Jonico, Noepoli, Nova Siri, Pisticci, Policoro, Rotondella, San Costantino Albanese, San Giorgio Lucano, San Paolo Albanese, San Severino Lucano, Scanzano Jonico, Senise, Stigliano, Teana, Terranova di Pollino, Tursi e Valsinni.

## Eletti
| Elezione | Elezione | Deputato                | Partito                    |
| -------- | -------- | ----------------------- | -------------------------- |
|          | 1994     | Francesco Michele Barra | Polo del Buon Governo (AN) |
|          | 1996     | Domenico Izzo           | L'Ulivo (PPI)              |
|          | 2001     | Antonio Potenza         | L'Ulivo (UDEUR)            |

## Dati elettorali

### XII legislatura

#### Risultati proporzionale
| Coalizioni        | Coalizioni            | Liste                                 | Liste                              | Voti   | %     |
| ----------------- | --------------------- | ------------------------------------- | ---------------------------------- | ------ | ----- |
|                   | Progressisti          |                                       | Partito Democratico della Sinistra | 15.039 | 22,85 |
|                   | Progressisti          | Rifondazione Comunista                | 5.274                              | 8,01   |       |
|                   | Progressisti          | Partito Socialista Italiano           | 4.651                              | 7,07   |       |
|                   | Progressisti          | Federazione dei Verdi                 | 1.957                              | 2,97   |       |
|                   | Progressisti          | Movimento per la Democrazia - La Rete | 1.177                              | 1,79   |       |
| Totale coalizione | Totale coalizione     | 28.098                                | 42,69                              |        |       |
|                   | Polo del Buon Governo |                                       | Alleanza Nazionale                 | 13.461 | 20,45 |
|                   | Polo del Buon Governo | Forza Italia                          | 8.215                              | 12,48  |       |
| Totale coalizione | Totale coalizione     | 21.676                                | 32,93                              |        |       |
|                   | Patto per l'Italia    |                                       | Partito Popolare Italiano          | 13.270 | 20,16 |
|                   | Socialdemocrazia      | Socialdemocrazia                      | Socialdemocrazia                   | 1.511  | 2,30  |
|                   | Autonomia Socialista  | Autonomia Socialista                  | Autonomia Socialista               | 497    | 0,76  |
|                   | Insieme per Cambiare  | Insieme per Cambiare                  | Insieme per Cambiare               | 390    | 0,59  |
|                   | Unione Mediterranea   | Unione Mediterranea                   | Unione Mediterranea                | 378    | 0,57  |
| Totale            | Totale                | Totale                                | Totale                             | 65.820 |       |

#### Risultati uninominale
|                               | Francesco Michele Barra ✔️ Eletto | Polo del Buon Governo (FI - AN - CCD - UDC - PLD) | 24 479 | 37,37 |  |  |  |  |  |
|                               | Giorgio Braschi                   | Progressisti                                      | 22 814 | 34,83 |  |  |  |  |  |
|                               | Cosimo Latronico                  | Patto per l'Italia - Autonomia Socialista         | 18 214 | 27,80 |  |  |  |  |  |
| Totale                        | Totale                            | Totale                                            | 65 507 | 100   |  |  |  |  |  |
|                               |                                   |                                                   |        |       |  |  |  |  |  |
| Fonte: Ministero dell'interno |                                   |                                                   |        |       |  |  |  |  |  |

### XIII legislatura

#### Risultati proporzionale
| Coalizioni        | Coalizioni                         | Liste                                     | Liste                              | Voti   | %     |
| ----------------- | ---------------------------------- | ----------------------------------------- | ---------------------------------- | ------ | ----- |
|                   | Polo per le Libertà                |                                           | Forza Italia                       | 11.538 | 18,34 |
|                   | Polo per le Libertà                | Alleanza Nazionale                        | 7.760                              | 12,34  |       |
|                   | Polo per le Libertà                | CCD-CDU                                   | 7.309                              | 11,62  |       |
| Totale coalizione | Totale coalizione                  | 26.607                                    | 42,30                              |        |       |
|                   | L'Ulivo                            |                                           | Partito Democratico della Sinistra | 14.604 | 23,21 |
|                   | L'Ulivo                            | Popolari per Prodi (PPI-SVP-PRI-UD-Prodi) | 6.945                              | 11,04  |       |
|                   | L'Ulivo                            | Rinnovamento Italiano                     | 2.387                              | 3,79   |       |
|                   | L'Ulivo                            | Federazione dei Verdi                     | 1.097                              | 1,74   |       |
| Totale coalizione | Totale coalizione                  | 25.033                                    | 39,78                              |        |       |
|                   | Progressisti                       |                                           | Rifondazione Comunista             | 6.969  | 11,08 |
|                   | Movimento Sociale Fiamma Tricolore | Movimento Sociale Fiamma Tricolore        | Movimento Sociale Fiamma Tricolore | 2.558  | 4,07  |
|                   | Lista Pannella - Sgarbi            | Lista Pannella - Sgarbi                   | Lista Pannella - Sgarbi            | 1.012  | 1,61  |
|                   | Mani Pulite                        | Mani Pulite                               | Mani Pulite                        | 729    | 1,16  |
| Totale            | Totale                             | Totale                                    | Totale                             | 62.908 |       |

#### Risultati uninominale
|                               | Domenico Izzo ✔️ Eletto | L'Ulivo             | 34 787 | 56,02 |  |  |  |  |  |
|                               | Francesco Michele Barra | Polo per le Libertà | 23 143 | 37,27 |  |  |  |  |  |
|                               | Rosamaria Ucciardo      | Fiamma Tricolore    | 2 768  | 4,46  |  |  |  |  |  |
|                               | Angelo Viccari          | Mani Pulite         | 1 401  | 2,26  |  |  |  |  |  |
| Totale                        | Totale                  | Totale              | 62 099 | 100   |  |  |  |  |  |
|                               |                         |                     |        |       |  |  |  |  |  |
| Fonte: Ministero dell'interno |                         |                     |        |       |  |  |  |  |  |

### XIV legislatura

#### Risultati proporzionale
| Coalizioni        | Coalizioni              | Liste                   | Liste                                 | Voti   | %     |
| ----------------- | ----------------------- | ----------------------- | ------------------------------------- | ------ | ----- |
|                   | L'Ulivo                 |                         | La Margherita (Dem - PPI - RI- UDEUR) | 11.779 | 18,51 |
|                   | L'Ulivo                 | Democratici di Sinistra | 10.210                                | 16,04  |       |
|                   | L'Ulivo                 | Il Girasole (FdV - SDI) | 2.297                                 | 3,61   |       |
|                   | L'Ulivo                 | Comunisti Italiani      | 1.254                                 | 1,97   |       |
| Totale coalizione | Totale coalizione       | 25.540                  | 40,13                                 |        |       |
|                   | Casa delle Libertà      |                         | Forza Italia                          | 16.270 | 25,56 |
|                   | Casa delle Libertà      | Alleanza Nazionale      | 5.433                                 | 8,54   |       |
|                   | Casa delle Libertà      | Nuovo PSI               | 979                                   | 1,54   |       |
| Totale coalizione | Totale coalizione       | 22.682                  | 35,64                                 |        |       |
|                   | Democrazia Europea      | Democrazia Europea      | Democrazia Europea                    | 6.337  | 9,96  |
|                   | Lista Di Pietro         | Lista Di Pietro         | Lista Di Pietro                       | 3.224  | 5,07  |
|                   | Rifondazione Comunista  | Rifondazione Comunista  | Rifondazione Comunista                | 2.652  | 3,61  |
|                   | Fiamma Tricolore        | Fiamma Tricolore        | Fiamma Tricolore                      | 2.035  | 3,20  |
|                   | Lista Pannella - Bonino | Lista Pannella - Bonino | Lista Pannella - Bonino               | 981    | 1,54  |
|                   | Paese Nuovo             | Paese Nuovo             | Paese Nuovo                           | 117    | 0,18  |
|                   | Abolizione scorporo     | Abolizione scorporo     | Abolizione scorporo                   | 75     | 0,12  |
| Totale            | Totale                  | Totale                  | Totale                                | 63.643 |       |

#### Risultati uninominale
|                               | Antonio Potenza ✔️ Eletto   | L'Ulivo            | 27 991 | 42,51 |  |  |  |  |  |
|                               | Antonio Di Sanza            | Casa delle Libertà | 24 766 | 37,61 |  |  |  |  |  |
|                               | Giuseppe Santarcangelo      | Democrazia Europea | 8 633  | 13,11 |  |  |  |  |  |
|                               | Mario Lo Duca               | Lista Di Pietro    | 2 869  | 4,36  |  |  |  |  |  |
|                               | Mario Francesco Marciuliano | Fiamma Tricolore   | 1 582  | 2,40  |  |  |  |  |  |
| Totale                        | Totale                      | Totale             | 65 841 | 100   |  |  |  |  |  |
|                               |                             |                    |        |       |  |  |  |  |  |
| Fonte: Ministero dell'interno |                             |                    |        |       |  |  |  |  |  |